# Alastair Denniston
El comandant Alexander Guthrie "Alastair" Denniston CMG CB RNVR (Greenock, Escòcia, 1 de desembre de 1881 – Lymington, Hampshire, 1 de gener de 1961) va ser un criptògraf escocès de la Room 40, primer cap del Government Code and Cypher School (GC&CS). Ocupà el càrrec entre 1919 i febrer de 1942. Anteriorment havia estat jugador d'hoquei sobre herba.

## Primers anys
Denniston va néixer a Greenock i era fill d'un metge. Estudià a les universitats de Bonn i París. El 1908 va prendre part en els Jocs Olímpics de Londres, on va guanyar la medalla de bronze en la competició d'hoquei sobre herbal, com a membre de l'equip escocès.

## Primera Guerra Mundial i període d'entreguerres
El 1914 Denniston ajudà a crear Room 40, una organització de l'Almirallat responsable d'interceptar i desencriptar els missatges enemics. El 1917 es casà amb Dorothy Mary Gilliat, companya de feina a Room 40.
Després de la Primera Guerra Mundial, Denniston va veure a importància de la desencriptació va mantenir el funcionament de Room 40. El 1919 Room 40 va ser fusionat amb l'MI1b i passà a anomenar-se Government Code and Cypher School (GC&CS) el 1920, alhora que era transferit de la Navy al Foreign Office. Denniston fou la persona escollida per conduir l'organització.
Amb l'ascens de Hitler, Denniston començà els preparatius, buscant professors universitaris, la ubicació i el disseny de l'espai. El 26 de juliol de 1939, cinc setmanes abans de l'esclat de la guerra, Denniston fou un dels tres britànics (juntament amb Dilly Knox i Humphrey Sandwith) que van participar en la conferència trilateral polonesa-francesa-britànica celebrada al bosc de Kabaty, al sud de Varsòvia, en la qual la polonesa Biuro Szyfrów va iniciar als britànics i francesos en el desxifrat dels sistemes alemanys Enigma.

## Segona Guerra Mundial
Denniston va continuar al capdavant fins que va ser hospitalitzat al juny de 1940 per culpa d'una pedra a la bufeta. Malgrat la malaltia, va volar als Estats Units el 1941 per contactar amb criptògrafs estatunidencs. El 1941 va fou traslladat a Londres per treballar al servei diplomàtic.
Denniston es retirà el 1945.